# I Like the Way She Do It
"I Like the Way She Do It" je prvi objavljeni singl s G-Unitovog albuma Terminate On Sight. Iz snimljenog spota je izrezan reper Young Buck koji je izbačen iz grupe no ostao je u G-Unit Recordsu.

## Pozicija na ljestvicama
| Ljestvica (2008)                     | Pozicija |
| ------------------------------------ | -------- |
| U.S. Billboard Hot 100               | 95       |
| U.S. Billboard Hot R&B/Hip-Hop Songs | 54       |
| U.S. Billboard Hot Rap Tracks        | 23       |
| U.S. Billboard Pop 100               | 81       |